# Стайндл, Кайла
Кайла Мария Стайндл (англ. Kayla Maria Steindl; в девичестве Стэндиш (англ. Standish); род. 19 ноября 1989 года в Элленсберге, штат Вашингтон, США) — американская профессиональная баскетболистка, выступавшая в женской национальной баскетбольной лиге (ЖНБЛ). Была выбрана на драфте ЖНБА 2012 года во втором раунде под общим девятнадцатым номером клубом «Миннесота Линкс». Играет на позиции лёгкого форварда.

## Ранние годы
Кайла Стэндиш родилась 19 ноября 1989 года в небольшом городке Элленсберг (штат Вашингтон), у неё есть сестра, Тэми, которая также играла в ЖНБЛ за команду «Аделаида Лайтнинг», училась там же в одноимённой средней школе, в которой выступала за местную баскетбольную команду.